# Cincinnati Bengals 1989
La stagione 1989 dei Cincinnati Bengals è stata la 20ª della franchigia nella National Football League, la 22ª complessiva. I 404 punti segnati furono il quarto risultato della NFL quell'anno. La squadra concluse con un bilancio di 8-8, con quattro sconfittie che giunsero per un solo touchdown o meno.
I Bengals del 1989 sono stati l'ultima squadra della NFL a segnare 55 o più punti per due volte nella stessa stagione: vi riuscirono nella settimana 8 contro Tampa Bay (56) e nella settimana 15 contro Houston (61), in entrambi i casi tra le mura amiche.

## Roster
| Roster dei Cincinnati Bengals nel 1989 |
| --- |
| Quarterback - 7 Boomer Esiason - 15 Turk Schonert - 12 Erik Wilhelm Running Back - 42 Eric Ball - 21 James Brooks - 40 John Holifield - 36 Stanford Jennings KR - 20 Craig Taylor Wide Receiver - 81 Eddie Brown - 48 John Garrett - 89 Ira Hillary KR/PR - 88 Mike Martin PR - 85 Tim McGee - 86 Carl Parker - 83 Kendal Smith PR Tight End - 82 Rodney Holman - 84 Eric Kattus - 87 Jim Riggs Offensive Linemen - 74 Brian Blados T - 77 Scott Jones T - 64 Bruce Kozerski C - 65 Max Montoya G - 73 Ken Moyer T - 78 Anthony Muñoz T - 75 Bruce Reimers G - 63 Joe Walter T Defensive Linemen - 99 Jason Buck DE - 98 David Grant NT - 71 Mike Hammerstein DE - 69 Tim Krumrie NT - 72 Skip McClendon DE - 70 Jim Skow DE - 96 Natu Tuatagaloa DE - 79 Dana Wells NT Linebacker - 53 Leo Barker OLB - 55 Ed Brady ILB - 58 Joe Kelly ILB - 94 Rich Romer OLB - 59 Kevin Walker ILB - 51 Leon White OLB - 57 Reggie Williams OLB - 91 Carl Zander ILB Defensive Back - 24 Lewis Billups CB - 27 Barney Bussey S - 34 Richard Carey CB - 29 Rickey Dixon FS - 33 David Fulcher SS - 37 Robert Jackson FS - 22 Eric Thomas CB - 41 Solomon Wilcots CB Special Team - 3 Jim Breech K - 11 Lee Johnson P Lista delle riserve - 35 Chris Barber FS (IR) - 68 Paul Jetton C/G (IR) - 30 Ickey Woods FB (IR) - -- Rob Woods T (IR) Squadra di allenamento - 10 Todd Philcox QB |
| Legenda - I rookie sono in corsivo. - Il primo ruolo è il principale mentre gli eventuali successivi indicano i ruoli secondari. - (IR) sta per Injured Reserve ed indica la lista ristretta per un solo giocatore infortunato che può tornare ad allenarsi dopo la settimana 6 e a rientrare in prima squadra dopo che questa ha giocato 8 partite. - (NF-Inj.) / (NF-Ill.) stanno rispettivamente per Non-Football Injured e Non-Football Illness ed indicano le liste dove viene inserito un giocatore che ha un infortunio o una malattia non dipendente dal football americano. - (PUP) sta per Physically Unable to Perform ed indica la lista dove viene inserito un giocatore mentre è in attesa di recuperare la condizione fisica. Nella stagione regolare dopo la sesta partita giocata dalla propria squadra, il giocatore ha tempo tre settimane per riprendere ad allenarsi, più tre settimane aggiuntive dal suo rientro agli allenamenti per rientrare in prima squadra. |

## Calendario
| Stagione regolare |              |                        |           |        |                               |         |
| Turno             | Data         | Avversario             | Risultato | Record | Pubblico                      | Sintesi |
| 1                 | 10 settembre | at Chicago Bears       | S 14–17   | 0–1    | Soldier Field                 | Recap   |
| 2                 | 17 settembre | Pittsburgh Steelers    | V 41–10   | 1–1    | Riverfront Stadium            | Recap   |
| 3                 | 25 settembre | Cleveland Browns       | V 21–14   | 2–1    | Riverfront Stadium            | Recap   |
| 4                 | 1 ottobre    | at Kansas City Chiefs  | V 21–17   | 3–1    | Arrowhead Stadium             | Recap   |
| 5                 | 8 ottobre    | at Pittsburgh Steelers | V 26–16   | 4–1    | Three Rivers Stadium          | Recap   |
| 6                 | 15 ottobre   | Miami Dolphins         | S 13–20   | 4–2    | Riverfront Stadium            | Recap   |
| 7                 | 22 ottobre   | Indianapolis Colts     | S 12–23   | 4–3    | Riverfront Stadium            | Recap   |
| 8                 | 29 ottobre   | Tampa Bay Buccaneers   | V 56–23   | 5–3    | Riverfront Stadium            | Recap   |
| 9                 | 5 novembre   | at Los Angeles Raiders | S 7–28    | 5-4    | Los Angeles Memorial Coliseum | Recap   |
| 10                | 13 novembre  | at Houston Oilers      | S 24–26   | 5–5    | Astrodome                     | Recap   |
| 11                | 19 novembre  | Detroit Lions          | V 42–7    | 6–5    | Riverfront Stadium            | Recap   |
| 12                | 26 novembre  | at Buffalo Bills       | S 7–24    | 6–6    | Rich Stadium                  | Recap   |
| 13                | 3 dicembre   | at Cleveland Browns    | V 21–0    | 7–6    | Cleveland Stadium             | Recap   |
| 14                | 10 dicembre  | Seattle Seahawks       | S 17–24   | 7–7    | Riverfront Stadium            | Recap   |
| 15                | 17 dicembre  | Houston Oilers         | V 61–7    | 8–7    | Riverfront Stadium            | Recap   |
| 16                | 25 dicembre  | at Minnesota Vikings   | S 21–29   | 8–8    | Hubert H. Humphrey Metrodome  | Recap   |

Note
- Gli avversari della propria division sono in grassetto.

## Classifiche
| AFC Central Division   |   |   |   |      |     |       |     |     |     |
|                        | V | S | P | %    | DIV | CONF  | PF  | PS  | STR |
| Cleveland Browns(2)    | 9 | 6 | 1 | .594 | 3–3 | 6–5–1 | 334 | 254 | V2  |
| Houston Oilers(4)      | 9 | 7 | 0 | .563 | 3–3 | 6–6   | 365 | 412 | S2  |
| Pittsburgh Steelers(5) | 9 | 7 | 0 | .563 | 1–5 | 6–6   | 265 | 326 | V3  |
| Cincinnati Bengals     | 8 | 8 | 0 | .500 | 5–1 | 6–6   | 404 | 285 | S1  |